# جاب هلدینگ
جاب هلدینگ (انگلیسی: JAB Holding) شرکت خوشه‌ای لوکزامبورگی است، که در سال ۱۸۲۸ تأسیس شد.